# Срок уплаты налога
Срок уплаты налога — период времени, по истечении которого обязанность по уплате налога, сбора или страхового взноса должна быть выполнена.
Срок уплаты налога является одним из элементов налогового обязательства, без определения которых налог не может считаться установленным. Другими обязательными элементами налогообложения являются: объект налогообложения, налоговая база, налоговый период, налоговая ставка и порядок исчисления налога.
Сроки уплаты налогов регулируются законодательством о налогах и сборах. Например, в США законодательным актом в области налогообложения является Internal Revenue Code, а в России к такому законодательству относятся Налоговый кодекс и законы субъектов Федерации о налогах. За соблюдением сроков уплаты следят налоговые органы. Например, в США таким органом является Internal Revenue Service, а в России Федеральная налоговая служба. Несоблюдение сроков уплаты налога является правонарушением и влечет за собой уплату пени и/или другие санкции. В отдельных случаях срок уплаты налога может быть перенесен.

## Определение срока
Сроки уплаты налогов, сборов и страховых взносов определяются могут определяться различными способами:
- календарной датой;
- истечением периода времени, исчисляемого годами, кварталами, месяцами и днями;
- указанием на событие, которое должно наступить неизбежно;
- указанием на действие, которое должно быть совершено.

Чаще всего используется второй способ, при котором указывается период времени, по окончании которого налог должен быть уплачен. Обычно срок отсчитывается с момента окончания налогового периода. Сроки уплаты устанавливаются по каждому виду налога отдельно.

## Изменение срока
Закон может допускать изменение срока уплаты на более поздний. При этом в ряде случаев за перенос срока могут взиматься проценты. Изменение срока уплаты налога и сбора осуществляется в одной из трех форм: в форме отсрочки, рассрочки, инвестиционного налогового кредита.

### Отсрочка и рассрочка
Отсрочка или рассрочка может предоставлена по заявлению налогоплательщика, если его финансовое положение не позволяет уплатить налог в стандартные сроки, однако имеются достаточные основания полагать, что налог будет уплачен после предоставления отсрочки или рассрочки. Отсрочка предполагает единовременную уплату налога, а рассрочка поэтапную. Основаниями для предоставления отсрочки или рассрочки могут быть:
1. Причинение ущерба в результате стихийного бедствия, технологической катастрофы или иных обстоятельств непреодолимой силы.
2. Непредоставление или несвоевременное предоставление бюджетных ассигнований.
3. Угроза возникновения признаков банкротства в случае единовременной уплаты им налога.
4. Имущественное положение физического лица исключает возможность единовременной уплаты налога.
5. Сезонный характер производства или реализации товаров, работ или услуг.
6. Наличие оснований для предоставления отсрочки или рассрочки в связи с перемещением товаров через таможенную границу Таможенного союза, установленных таможенным законодательством союза и законодательством Российской Федерации о таможенном деле.
7. Невозможность единовременной уплаты по результатам налоговой проверки.

В ряде случаев налогоплательщик должен уплачивать проценты за отсрочку или рассрочку в зависимости от основания.
1. Проценты не начисляются, если отсрочка или рассрочка предоставлена по основаниям, указанным в пунктах 1 и 2.
2. Проценты начисляются в размере одной второй ставки рефинансирования, если отсрочка или рассрочка предоставлена по основаниям, указанным в пунктах 3, 4, 5.
3. Проценты начисляются в размере ставки рефинансирования, если отсрочка или рассрочка предоставлена по основаниям, указанным в пункте 7.

Ставка может отличаться от установленной Налоговым кодексом, если законодательство Таможенного союза предусматривает иное.

### Инвестиционный налоговый кредит
Согласно  статье 66 Налогового кодекса инвестиционный налоговый кредит представляет собой такое изменение срока уплаты налога, при котором организации предоставляется возможность в течение определенного срока и в определенных пределах уменьшать свои платежи по налогу с последующей поэтапной уплатой суммы кредита и начисленных процентов.
Основания для предоставления кредита:
1. Проведение научно-исследовательских или опытно-конструкторских работ либо технического перевооружения собственного производства, в том числе направленного на создание рабочих мест для инвалидов, повышение энергетической эффективности или снижение негативного воздействия на окружающую среду.
2. Осуществление внедренческой или инновационной деятельности, в том числе создание новых или совершенствование применяемых технологий, создание новых видов сырья или материалов.
3. Выполнение особо важного заказа по социально-экономическому развитию региона или предоставление ею особо важных услуг населению.
4. Выполнение государственного оборонного заказа.
5. Осуществление инвестиций в создание объектов, имеющих наивысший класс энергетической эффективности, в том числе многоквартирных домов, или относящихся к возобновляемым источникам энергии, или относящихся к объектам по производству энергии, имеющим коэффициент полезного действия более чем 57% и т.п.
6. Включение в реестр резидентов зоны территориального развития (закон "О зонах территориального развития в Российской Федерации и о внесении изменений в отдельные законодательные акты Российской Федерации").

Кредит предоставляется на срок от одного до пяти лет на основании договора с уплатой процентов от одной второй до трех четвертей ставки рефинансирования Центрального банка.

## Последствия нарушения сроков
Согласно статье 75 Налогового кодекса в случае нарушения срока уплаты налогоплательщик уплачивает пени за каждый день просрочки в соответствии со ставкой рефинансирования Центрального банка. Для расчета пени используется следующий алгоритм.
1. Физических лиц и индивидуальные предприниматели уплачивают пени, исходя из одной трехсотой ставки рефинансирования за каждый день просрочки.
2. Юридические лица уплачивают пени, исходя из одной трехсотой ставки рефинансирования за каждый день просрочки в течение первых 30 дней. В последующем ставка для расчета пени дополнительно увеличивается на одну стопятидесятую ставки рефинансирования.